# Short Seaford
Lo Short Seaford era un idropattugliatore marittimo quadrimotore a scafo centrale prodotto dall'azienda britannica Short Brothers negli anni quaranta.
Derivato dal Sunderland Mark IV, diede a sua volta origine a diversi sviluppi dotati di diverse denominazioni, sia per utilizzo militare che civile.

## Utilizzatori

### Civili
Regno Unito
- British Overseas Airways Corporation (BOAC)

### Militari
Regno Unito
- Royal Air Force
  - No. 201 Squadron RAF